# Nibble
Nibble (někde psáno také jako nybble), česky také půlslabika, je jednotka, jež se používá v informatice. Jeho velikost je: 1 nibble = 4 bity. Také lze tuto jednotku definovat jako polovinu bajtu (půlbajt). Byte můžeme rozložit na dvě šestnáctkové číslice, v hexadecimálním zápisu se tedy jeden byte skládá ze dvou "nibblů".
Pokud chápeme nibble jako číslo, pak může nabývat hodnot od 0 do 15 (v desítkové soustavě), binárně (ve dvojkové soustavě) od 0000 do 1111, hexadecimálně (v šestnáctkové soustavě) pak 0H až FH. Následující tabulka ukazuje hexadecimální, decimální a binární zápis všech šestnácti hodnot, kterých může nibble nabývat:
| hexadecimálně | decimálně | binárně |
| 0             | 0         | 0000    |
| 1             | 1         | 0001    |
| 2             | 2         | 0010    |
| 3             | 3         | 0011    |
| 4             | 4         | 0100    |
| 5             | 5         | 0101    |
| 6             | 6         | 0110    |
| 7             | 7         | 0111    |
| 8             | 8         | 1000    |
| 9             | 9         | 1001    |
| A             | 10        | 1010    |
| B             | 11        | 1011    |
| C             | 12        | 1100    |
| D             | 13        | 1101    |
| E             | 14        | 1110    |
| F             | 15        | 1111    |